# Carole Fritz
Carole Fritz, née le 1er décembre 1965 à Paris, est une préhistorienne française, spécialiste de l’art paléolithique. Elle est directrice de recherche au CNRS (UMR 8220 LAMS), responsable du Centre de recherche et d’études de l’art préhistorique Émile-Cartailhac (CREAP Cartailhac) à la Maison des sciences de l’homme et de la société de Toulouse, et directrice scientifique de l'équipe de recherche de la grotte Chauvet-Pont d'Arc (Ardèche).

## Formation
Carole Fritz a suivi un cursus d’histoire et d'archéologie à l’université Paris-I-Panthéon-Sorbonne à partir de 1988. Elle soutient sa thèse de doctorat en 1996, sous la direction d’Yvette Taborin, au Laboratoire de recherche des musées de France au Louvre, sur le thème de la contribution de l’analyse microscopique à l’étude de la gravure sur matière animale.

## Carrière académique
Carole Fritz obtient son habilitation à diriger des recherches (HDR) à l'université de Toulouse, avec une thèse intitulée Pour une anthropologie de l'art paléolithique.

## Travaux

### Premiers travaux
Ses premières expériences de terrain et publications sont consacrées à des sites magdaléniens majeurs, situés dans les Pyrénées, comme la grotte de la Vache, à Alliat, celles de Gourdan, de Marsoulas, du Tuc d’Audoubert, ou de Bourrouilla à Arancou. En 1990, elle découvre l'art pariétal de la grotte de Gourdan, étudié avec Gilles Tosello. Elle apporte aussi une contribution aux recherches sur le site magdalénien d’Étiolles, en Essonne.

### Grotte Chauvet
Carole Fritz est membre de l’équipe de recherche de la grotte Chauvet depuis sa création en 1998. Elle contribue plus particulièrement, en collaboration avec le préhistorien Gilles Tosello, à la connaissance et à la compréhension des œuvres pariétales du site situées dans la galerie des cactus et dans celle des panneaux rouges, où elle a pris la suite des recherches de Norbert Aujoulat. Elle fait partie des chercheurs qui ont participé à la monographie officielle de la grotte Chauvet, ouvrage de référence dont le premier volume est paru en 2020. À partir de 2018, elle se voit confier par le ministère de la Culture la direction scientifique de l’équipe de recherche du site. 

## Démarche scientifique
Très influencée par les travaux et la pensée de Nicole Pigeot, elle entretient une relation étroite avec la préhistorienne américaine Margaret Conkey, qu’elle considère comme sa mentore. C’est elle qui l’initie à l’anthropologie sociale et culturelle nord-américaine, en lui transmettant les fondements d’une approche réflexive. Les douze années passées au Laboratoire de recherche et de restauration des musées de France, entre 1990 et 2002, aux côtés de Philippe Walter, lui ont fait prendre conscience que toute recherche en archéologie doit nécessairement s’appuyer sur l’interdisciplinarité. Elle développe aujourd’hui les notions d’intercommunicabilité entre les sciences et se revendique comme une partisane du Slow Science.
Carole Fritz développe une approche interprétative de l’art paléolithique qui est très pluridisciplinaire et fait notamment appel à l’anthropologie. Elle considère que l’efficience symbolique est à la base de toute pensée des sociétés sans écriture. L’acquisition de concepts externes à l’archéologie (anthropologie, psychologie, théorie du genre…) lui paraît indispensable pour faire évoluer les paradigmes interprétatifs et la perception des sociétés de la Préhistoire. C'est adossée à ces principes qu'elle a dirigé l'ouvrage collaboratif L'art de la préhistoire, paru en 2017, qui s'est imposé notamment par son exhaustivité comme la nouvelle référence dans le domaine.

## Publications (sélection)
Carole Fritz est auteure ou co-auteure de plus de 150 ouvrages ou articles scientifiques dans le domaine de l'art préhistorique. Parmi ses publications les plus importantes :

### Ouvrages
- Carole Fritz et Gilles Tosello, Marsoulas, renaissance d'une grotte ornée, Paris, Errance, 2010, 63 p. (ISBN 2877724417)
- Carole Fritz (dir.), L'art de la préhistoire (ouvrage collectif), Paris, Citadelles & Mazenod, 2017, 626 p. (ISBN 9782850887178)
- Carole Fritz, La grotte Chauvet, Paris, Citadelles & Mazenod, 2024, 208 p. (ISBN 2386110214)

### Articles
- Carole Fritz et Alain Rousseau, « L'habitat magdalénien de la grotte du Bourrouilla à Arancou (Pyrénées-Atlantiques) », Gallia Préhistoire, no 41,‎ 1999, p. 54-97 (lire en ligne)
- Carole Fritz et Gilles Tosello, « Les dessins noirs de la grotte Chauvet-Pont-d'Arc : essai sur leur originalité dans le site et leur place dans l'art aurignacien », Bulletin de la Société préhistorique française, vol. 102-1,‎ 2005, p. 59-71 (lire en ligne)
- Carole Fritz et Gilles Tosello, « Un témoin privilégié de l’art paléolithique dans le Bassin parisien : le galet gravé d’Étiolles », Bulletin de la Société préhistorique française, vol. 108-1,‎ 2011, p. 47-51 (lire en ligne)
- Carole Fritz, Raphaëlle Bourillon et Georges Sauvet, « La thématique féminine au cours du Paléolithique supérieur européen : permanences et variations formelles », Bulletin de la Société préhistorique française, vol. 109-1,‎ 2012, p. 85-103 (lire en ligne)